# Einar Andersson
Einar Andersson född Ernst Ejnar Andersson 13 juli 1909 i Västerås död 11 januari 1989 i Åseda i Uppvidinge, var en svensk operasångare.

## Biografi
Andersson utbildade sig vid Musikhögskolan och Operans operaskola i Stockholm 1933–1938. Han tilldelades 1935–1937 Kristina Nilsson-stipendiet. Han debuterade som Fenton i Muntra fruarna i Windsor på Kungliga Operan 1938 och engagerades där 1939–1963. Han gjorde roller som Tamino i Trollflöjten, Ferrando i Così fan tutte, Faust och Lenskij i Eugen Onegin.
Andersson gjorde titelrollen i Kurt Atterbergs Aladdin vid urpremiären 1941.

## Filmografi
- 1941 – Hemtrevnad i kasern
- 1952 – Eldfågeln

## Teater

### Roller
- 1939 – Putte i Amelia går på bal av Gian Carlo Menotti, regi Ragnar Hyltén-Cavallius, Kungliga Operan[2]